# Droga krajowa B285 (Niemcy)
Droga krajowa 285 (niem. Bundesstraße 285, B 285) – niemiecka droga krajowa biegnąca przez dwa landy (Turyngię i Bawarię) od miejscowości Bad Salzungen do Mellrichstadt, gdzie łączy się z autostradą A71. Przebiega przez miasta Fladungen oraz Ostheim vor der Rhön.